# John Gustafson
John Frederick "Johnny" Gustafson (Liverpool, 8 de agosto de 1942 – 12 de septiembre de 2014) fue un bajista y cantante de rock británico, que tuvo una larga carrera en grabaciones y conciertos. Durante su carrera, fue miembro de bandas como  The Big Three, Ian Gillan Band, Roxy Music y su propio grupo,  Quatermass, entre otros.

## Carrera
Nacido en Liverpool en el seno de una familia de ascendencia sueca y de madre irlandesa, fue conocido por sus trabajos en muchas bandas de los 60 como The Big Three y The Merseybeats, y por cantar en las grabaciones del álbum Jesus Christ Superstar como Simon Zealotes. Hizo una breve aparición como vocalista en el álbum de Roger Glover The Butterfly Ball and the Grasshopper's Feast en la canción "Watch Out for the Bat". Es mayormente conocido por su faceta como bajista en grupos como Ian Gillan Band y en la banda de rock progresivo creada por él mismo Quatermass. También formó parte del grupo original de The Pirates, el grupo de acompañamientos de Johnny Kidd.
Gustafson fue miembro del grupo Roxy Music durante cuatro años y trabajo en tres de sus álbumes de estudio. Su último trabajo con la banda fue Siren, donde figura su único éxito en la lista de los Estados Unidos "Love Is the Drug".
Fue bajista de varios temas para el álbum conceptual de 1981 del guitarrista flamenco Juan Martín, Picasso Portraits (Flamencovision CD FV 03, 1994) como Harlequin-1918, Desire Caught By The Tail-1943, The Aficionado-1912 y Girls of Algiers-1955. También tocó en el álbum de Kevin Ayers The Confessions of Dr Dream (1974). En 1983, se enroló en el proyecto del grupo Rowdy donde también figuraban músicos como Ray Fenwick y Billy Bremner.
Gustafson era el padre de John y Lee de su primer matrimonio, y Alice, Lucy y Joe de su matrimonio con Anne Gustafson, una practicante de salud mental con la que estaba casado en el momento de su muerte.

## Discografía
Con The Big Three
- At the Cavern Decca EP (1963)
- Resurrection Polydor (1973)

Con The Merseybeats
- The Merseybeats Fontana (1964)
- On Stage Fontana EP (1964)
- I Think of You Fontana EP (1964)
- Wishin' and Hopin' Fontana EP (1964)
- The Merseybeats Greatest Hits Look (recopilario) (1977)
- Beats and Ballads Edsel (recopilario) (1982)

Con Quatermass
- Quatermass  Harvest (1970)

Con Bullet / Hard Stuff
- "Hobo" / "Sinister Minister" – Single (1971) Purple Records (como Bullet)
- Bulletproof  Purple Records (1972)
- Bolex Dementia Purple Records (1973)
- The Entrance to Hell – different mix of Bulletproof (2010) (como Bullet)

Con Roxy Music
- Stranded Island (1973)
- Country Life Island (1974)
- Siren Island (1975)
- Viva! Island (1976)

Con AblutionWith Peter Robinson, Jayson Lindh, Jan Schaffer, Malando Gassama, Barry De Souza, Ola Brunkert.
- Ablution CBS (1974)

Con Ian Gillan Band
- Child in Time Oyster (1976)
- Clear Air Turbulence Island (1977)
- Scarabus Island (1977)
- Live at the Budokan Virgin (1978)
- The Rockfield Mixes Angel Air (1997)
- Live at the Rainbow Angel Air (1978)

Con The Pirates
- Lights Out/I'm into Something Good EP (1986), con Mick Green y Frank Farley
- Still Shakin Magnum/Thunderbolt (1988), con Mick Green y Geoff Britton
- Live in Japan Thunderbolt (2001), con Mick Green y Les Sampson

### Como colaborador
- Jesus Christ Superstar (1969) como cantante.
- Joseph And The Amazing Technicolor Dreamcoat (1974) en el bajo.

Con Roger Glover And Guests
- The Butterfly Ball And The Grasshopper's Feast (1974) coros en Watch Out For The Bat.

Con Shawn Phillips
- Furthermore (1974)
- Rumplestiltskin's Resolve (1976)

Con Steve Hackett
- Voyage of the Acolyte(1975) Bajo en Star of Sirius

Con Bryan Ferry
- Let's Stick Together (1976) Bajo en Re-Make/Re-Model

Con Gordon Giltrap
- The Peacock Party PVK (1981)
- Live Electric (1981)

Con Joe Jammer
- Headway Angel Air (2015), grabado en 1974 con Mitch Mitchell en la batería

### Solo album
- Goose Grease Angel Air (1997)